# E3 Harelbeke 1970
De E3 Harelbeke 1970 is de dertiende editie van de wielerklassieker E3 Harelbeke en werd verreden op 21 maart 1970. Daniel Van Ryckeghem kwam na 210 kilometer als winnaar over de streep. De gemiddelde uursnelheid van de winnaar was 41,86 km/u.

## Uitslag
| Rang | Naam                 | Tijd  |
| ---- | -------------------- | ----- |
| 1    | Daniel Van Ryckeghem | 5u01' |
| 2    | Roger De Vlaeminck   | z.t.  |
| 3    | Roger Rosiers        | z.t.  |
| 4    | Gerard Vianen        | z.t.  |
| 5    | Julien Stevens       | z.t.  |
| 6    | Willy Van Neste      | z.t.  |
| 7    | Eric Leman           | +12"  |
| 8    | Eddy Peelman         | z.t.  |
| 9    | Frans Melckenbeeck   | z.t.  |
| 10   | Georges Vandenberghe | z.t.  |